# King Sporty
King Sporty (né Noel G. Williams le 19 septembre 1943 à Port Antonio en Jamaïque, et mort à Miami le 5 janvier 2015) est un DJ, musicien et producteur de reggae pour les labels Tashamba et Konduko.
Il est notamment connu pour avoir coécrit la chanson Buffalo Soldier avec Bob Marley.

## Biographie
Né à Portland, en Jamaïque, dans ses premiers jours sportif a augmenté pour devenir un studio sideman sous Clement Dodd tutelle de chez Studio One, et enregistré pour Dodd comme disc - jockey ainsi que sur le deejaying Dodd système sonore. En 1965, il a publié le titre "El Cid", attribué à King Sporty et Justin Yap.
Au début des années 1970, il s'installe à Miami, en Floride, où il commence à produire de la musique sous ses labels Tashamba et Konduko. En 1977, Sporty a publié un album, M. Rhythm, sur son propre label Konduko. Il a évolué du reggae au funk puis du disco à l’ électro à la basse de Miami entre les années 1970 et 1980. Sporty trouve des succès durables dans le canon électro funk avec "Get on Down" et "N'avons pas été assez amusés" de Connie Case, sous le pseudonyme d'Ex Tras lorsqu'il a signé un contrat de licence avec Tommy Boy Recordsen 1982. Sa version originale de "Buffalo Soldier" a été publiée à la fin des années 1970. Marley a enregistré la chanson pour la première fois à Miami vers la fin de la tournée Kaya en 1978. 
Il a sorti le titre "Computer Age" en 1992 sous le nom de Sporty and the Laptop. 
Sporty était marié à Betty Wright, chanteuse américaine de soul et rhythm and blues. 
Les prix internationaux Reggae et World Music - IRAWMA ont décerné à M. Williams le prix Lifetime Achievement Award en 2010.
En 2013, la chanson "Self Destruct" de Sporty a été échantillonnée par Justin Timberlake pour sa chanson "That Girl" sur son album 20/20 Experience. 
Il est décédé le 5 janvier 2015 à Miami, en Floride, à l'âge de 71 ans.

## Discographie

### Albums
- 1976 - Deep reggae roots (Konduko US)

### Singles
- 1969 - King Sporty - Inspiration/King Sporty & The Supertones - Shirley (Sporty's Records Gabor 024/025)
- 1970 - DJ special (Studio One FCD 2301)
- 1972 - Year full of sundays/Version (Green Door 4063)
- 1975 - Dance to the music (Konduko)
- A year full of sunday's/Concrete jungle (Konduko)
- Feel good all over (Banana UK) - production Studio One

### Titres divers
- For our desire (extrait de la compilation U Roy & friends - With a flick of my musical wrist - 1994)
- Choice of music (Studio One)
- Girl I've got a date (extrait de la compilation Tighten Ups - Trojan)
- Thinking of you (extrait de la compilation Tighten Ups - Trojan)
- King Sporty & Edwards All Stars - Lon Chaney
- King Sporty & Justin Yap - El Cid
- Reggae Rock Road (extrait de la compilation Muzik City, The Story of Trojan - Trojan)